# Eriopyga rhadata
Eriopyga rhadata là một loài bướm đêm trong họ Noctuidae.